# Puig Estela (Ogassa/Pardines)
El puig Estela és una muntanya de 2.013 metres que es troba entre els municipis d'Ogassa i Pardines, a la comarca catalana del Ripollès.
Pertany a la Serra Cavallera, separada de la Serra de Conivella per la Portella d'Ogassa.
Aquest cim està inclòs al llistat dels 100 cims de la FEEC.